# Orthrus
Orthrus  (лат.) — род аранеоморфных пауков из подсемейства Amycinae в семействе пауков-скакунов (Salticidae). Все виды этого рода распространены только на островах Юго-Восточной Азии.

## Этимология
В греческой мифологии Орф (лат. Orthrus) чудовищный двуглавый пёс, порождение Тифона и Ехидны.

## Виды
- Orthrus bicolor Simon, 1900 — Филиппинские острова typus
- Orthrus calilungae Barrion, 1998 — Филиппинские острова
- Orthrus muluensis Wanless, 1980 — Борнео
- Orthrus palawanensis Wanless, 1980 — Филиппинские острова